# Radek Holub
Radek Holub (* 22. srpna 1968 Praha) je český herec.

## Rodinný život
Radek Holub je manžel herečky a zpěvačky Barbory Hrzánové, se kterou má syna Antonína.

## Profesní kariéra
Od mládí rád sportoval a hrál divadlo. Navštěvoval LŠU v Biskupské ulici a pod vedením Jiřiny Steimarové se připravoval k přijímacím zkouškám. Svoje studia na pražské DAMU však nedokončil, začal profesionálně hrát v divadelním spolku Kašpar, odkud pak[kdy?] přešel do Divadla Na zábradlí.

## Divadelní role (výběr)

### Divadlo na Vinohradech

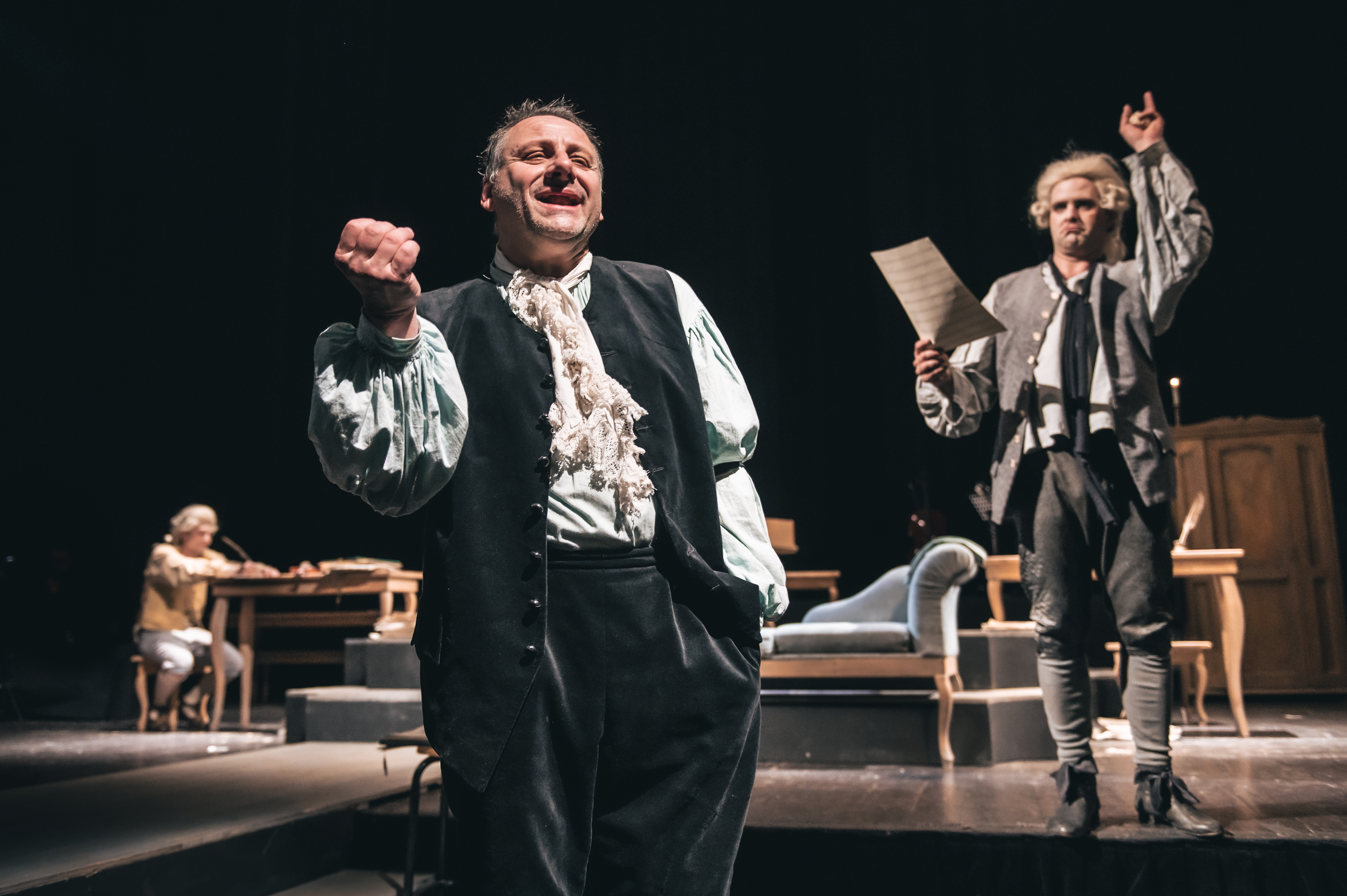
Radek Holub v roli Johanna Sebastiana Bacha v inscenaci Bach a synové, Divadlo na Vinohradech, foto Petr Chodura (2023)

- Ödön von Horváth: Na krásné vyhlídce, režie: Michal Dočekal, česká premiéra: 18. března 2008, role: Max
- Nina Raine: Bach & synové, režie: Juraj Deák, česká premiéra: 16. května 2023, role: Johann Sebastian Bach

## Filmografie
- 2021 Osada (TV seriál – Milan Rubal)
- 2015 Labyrint (TV seriál)
- 2015 Vraždy v kruhu (TV seriál)
- 2014 Případy 1. oddělení (TV seriál – Václav Jiřík)
- 2014 Neviditelní (TV seriál)
- 2014 První republika (TV seriál)[2]
- 2014 Čtvrtá hvězda (TV seriál)
- 2013 České století (TV seriál – Alexej Čepička)
- 2010 Habermannův mlýn
- 2010 Bastardi (farář)
- 2008 Karamazovi (Smerďakov)
- 2008 Zdivočelá země III. (TV seriál – Hejl)
- 2007 Křišťálek meč (TV film – kovář)[3]
- 2007 Muž a stín (TV film – Veverka)[4]
- 2007 O dívce, která šlápla na chléb (TV film – Prakouš)[5]
- 2007 Operace Silver A (TV film – Žáček)
- 2005 Království potoků (TV film)[6]
- 2003 Jedna ruka netleská (bezdomovec)[7]
- 2002 O svatební krajce (TV film)[8]
- 2003 Stará láska nerezaví (TV film)[9]
- 2002 Černí baroni (TV seriál – Roman Kefalín)
- 2002 Únos domů (Erik)[10]
- 2002 Vyvraždění rodiny Greenů (TV film)[11]
- 2001 O víle Arnoštce (TV film)[12]
- 2001 Uniforma (TV film)[13]
- 2000 Otesánek (mladý pošťák)
- 1999 Nevěsta pro Paddyho (TV film)[14]
- 1998 Cizinci v čase[15]
- 1998 Genij vlasti (TV film – Vojtěch Hynais)[16]
- 1998 Stůj, nebo se netrefím (Karel Doubek)[17]
- 1997 Zdivočelá země (TV seriál – Hejl)
- 1996 Bumerang (Zámrsk)[18]
- 1996 Marian (David)[19]
- 1995 Už (Viktor)[20]
- 1994 Učitel tance (Pardus)
- 1993 Kráva (TV film – Adam)
- 1993 Šakalí léta

## Rozhlas
- 2011 Ödön von Horváth: Neznámá ze Seiny – zpracováno v Českém rozhlasu jako rozhlasová hra, překlad Jiří Stach., rozhlasová úprava a dramaturgie Renata Venclová, režie Aleš Vrzák, Hráli: Albert (Martin Finger), Silberling (Pavel Rímský), Nicolo (Václav Neužil), Irena (Dana Černá), Emil (Radek Holub), Arnošt (Kamil Halbich), Neznámá (Šárka Vaculíková), Domovnice (Bohumila Dolejšová), Klára (Týna Průchová), policista (Oldřich Vlach) a Lucille (Klára Sedláčková-Oltová).[21]
- 2010 Rudolf Těsnohlídek: Dobrodružství lišky Bystroušky. Dramatizace Anna Jurásková. Hudba Vlastimil Redl. Dramaturgie Václava Ledvinková. Režie Jaroslav Kodeš. Účinkují: Lucie Pernetová, Václav Vydra, Taťjana Medvecká, Jiří Köhler, Stanislav Zindulka, Radek Holub, Jiří Maršál, Marek Eben, Jiří Lábus, Jaroslav Vlach, Jitka Smutná, Jana Drbohlavová, Tomáš Racek, Denisa Nová, Anna Suchánková, Nikola Bartošová, Dana Reichová, Valerie Rosa Hetzendorfová, Justýna Anna Šmuclerová, Josef Tuček, Vladimír Fišer, Antonín Tuček a Dorota Tučková.
- 2007 Jana Knitlová: Fitzgeraldovi - Takový krásný pár, hra ze života F. S. Fitzgeralda a jeho manželky Zeldy. Dramaturgie Jana Paterová. Režie Karla Sturmová-Štaubertová. Osoby a obsazení: Francis Scott Fitzgerald (Karel Roden), Zelda, jeho žena (Zuzana Stivínová), Mademoiselle (Apolena Veldová) a Michel (Radek Holub). Natočeno v roce 2007.[22]